# NGC 4066
NGC 4066 је елиптична галаксија у сазвежђу Береникина коса која се налази на NGC листи објеката дубоког неба.
Деклинација објекта је + 20° 20' 52" а ректасцензија 12h 4m 9,4s. Привидна величина (магнитуда) објекта NGC 4066 износи 13,1 а фотографска магнитуда 14,1. NGC 4066 је још познат и под ознакама UGC 7051, MCG 4-29-8, CGCG 128-8, PGC 38161.